# 小行星7658
小行星7658（英語：7658）是一颗围绕太阳公转的小行星。1993年1月22日，上田清二、金田宏在钏路市发现了此天体。
这颗小行星的绝对星等为231.6882581561589等。